# Benedikt Steiger
Benedikt Steiger (* 19. Februar 1810 in Wiener Neustadt; † 12. Juli 1889 ebenda) war ein österreichischer Zisterzienser und Abt.

## Leben und Werk
Anton Joseph Steiger trat 1829 in das Stift Neukloster ein und nahm den Ordensnamen Benedikt an. Er legte 1832 die Feierliche Profess ab und wurde 1833 zum Priester geweiht. Dann unterrichtete er am Ordensgymnasium des Klosters, ab 1851 als dessen Direktor. Von 1857 bis 1880 war er Abt des Klosters. Da es ihm trotz intensiver Bemühungen nicht gelang, die zerrüttete Finanzlage des Klosters zu beheben, bat er 1879 um Eingliederung seines Klosters (als Priorat) in das Stift Heiligenkreuz und verzichtete 1880 auf seine Abtswürde.